# Neohirasea maerens
Neohirasea maerens är en insektsart som först beskrevs av Brunner von Wattenwyl 1907.  Neohirasea maerens ingår i släktet Neohirasea och familjen Phasmatidae. Inga underarter finns listade i Catalogue of Life.